# Jacobus IV van Majorca
Jacobus IV van Majorca (24 augustus 1336 - Soria, 20 januari 1375) was van 1349 tot aan zijn dood titulair koning van Majorca. Hij behoorde tot het huis Barcelona.

## Levensloop
Jacobus IV was de zoon van koning Jacobus III van Majorca en diens eerste echtgenote Constance van Aragón, dochter van koning Alfons IV van Aragón. In 1344 werd Majorca veroverd door koning Peter IV van Aragón. Jacobus III sneuvelde in 1349 tijdens de Slag bij Llucmajor, tijdens een poging om zijn voormalig koninkrijk te heroveren.
Vervolgens werd Jacobus IV samen met zijn zus Isabella en zijn stiefmoeder Violante van Vilaragut door Peter IV gevangengezet in Barcelona. Terwijl zijn stiefmoeder en zus rond 1358 vrijkwamen, bleef Jacobus als pretendent van Majorca in gevangenschap. Uiteindelijk kon hij in 1362 ontsnappen, waarna hij zijn toevlucht zocht aan het hof van koningin Johanna I van Napels, die in 1349 zijn vader nog geholpen had bij zijn poging om Majorca te heroveren.
Johanna, die al tweemaal gehuwd was, had geen erfgenamen. Daarom huwde ze op 26 september 1363 met Jacobus, in het Castel Nuovo in Napels. Misschien door de problemen die haar eerdere twee huwelijk hadden opgeleverd, werd Jacobus uitgesloten uit de regering. Omdat hij daar niet tevreden mee was, bevond hij zich vaak in het buitenland en had hij nauwelijks contact met zijn echtgenote. Het huwelijk bleef dan ook kinderloos.
Jacobus IV was vastbesloten om Majorca te heroveren en al snel na zijn huwelijk met Johanna vertrok hij om oorlog te voeren tegen Aragón. Hij werd echter verslagen en moest naar Bordeaux vluchten. In deze Franse stad verwierf hij de steun de Engelse kroonprins Eduard van Woodstock. Jacobus hoopte hersteld te worden als koning van Majorca als hij zich net als Eduard aan de zijde zou scharen van koning Peter I van Castilië, die met een burgeroorlog werd geconfronteerd. Op 3 april 1367 vocht hij aan de zijde van Peter in de Slag bij Nájera. Na deze veldslag moest Jacobus door een lange en ernstige ziekte in Valladolid blijven. Omdat hij niet in staat was om te vluchten, werd hij gevangengenomen door Hendrik II van Castilië, de halfbroer van Peter. Nadat zijn echtgenote Johanna losgeld had betaald, keerde Jacobus voor korte tijd terug naar Napels.
Ondertussen was Hendrik II van Castilië een oorlog begonnen tegen Peter IV van Aragón. Jacobus hoopte voordeel te halen uit deze oorlog door Roussillon en Cerdanya te veroveren, belangrijke delen van het koninkrijk van zijn vader. De Engelse prins Jan van Gent wist in 1374 echter een wapenstilstand te bekomen, waardoor Jacobus het nu moest opnemen tegen het volledige Aragonese leger. Hij werd verslagen en vluchtte naar Castilië, waar hij in januari 1375 stierf, ofwel aan een ziekte, ofwel na vergiftiging.
Na zijn dood gingen de rechten op Majorca naar zijn zus Isabella, gehuwd met markgraaf Johan II van Monferrato.
- Gemeinsame Normdatei: 138772398
- Virtual International Authority File: 95400392